# 郗隆
郗隆（3世纪—301年），字弘始，高平郡金鄉縣人，西晉刺史。郗鑒的叔父。
郗隆初为尚书郎、尚书左丞，在朝中被百官所忌惮。年轻时与赵王司马伦友善，司马伦专权，召他为散骑常侍。司马伦篡位，以郗隆为扬州刺史。永宁元年（301年），齐王司马冏联合各地诸王起兵讨司马伦，传檄至扬州。在军的中原人想要响应。他以侄郗鉴和诸子都在洛阳，犹豫不决。停檄六日不决，将士怨怒。当时参军王邃镇守石头城（今江苏南京清凉山），郗隆部将士纷纷前往。郗隆于是派遣从事于牛渚（今安徽当涂西北长江边）禁之不止。众人奉王邃，攻杀郗隆，父子俱死，被诬图为不轨。